# Женщина французского лейтенанта (фильм)
«Женщина французского лейтенанта» (англ. The French Lieutenant's Woman) — кинофильм режиссёра Карела Рейша, вышедший на экраны в 1981 году. Экранизация одноимённого романа Джона Фаулза.

## Сюжет
Эта история произошла в Великобритании в викторианскую эпоху.
Молодой и достаточно богатый лондонец Чарльз Смитсон (Джереми Айронс) помолвлен с Эрнестиной Фримен, дочерью успешного коммерсанта. Чарльз считает себя учёным-палеонтологом, поклонником Дарвина. Он избегал женитьбы, но, познакомившись с Эрнестиной, переменил свои убеждения. Эрнестина гостит у тётушки в Лайме, куда теперь часто наведывается Чарльз.
Сара Вудраф (Мерил Стрип) — падшая женщина, отвергнутая всеми. Она служит компаньонкой у старой миссис Поултни. Девушку называют несчастной Трагедией или Женщиной французского лейтенанта. Года два назад во время шторма разбилось судно, а выброшенного на берег с ужасной раной на ноге офицера подобрали местные жители. Сара, в то время учительница французского, преданно ухаживала за ним. Лейтенант выздоровел, уехал в Уэймут, пообещав вернуться и жениться на Саре. С тех пор она выходит на мол и ждёт. Когда Чарльз с Эрнестиной проходит мимо, их поражает её лицо, незабываемо-трагическое. Её взгляд-клинок пронзает Чарльза, и он внезапно чувствует себя заинтересованным таинственной особой.
Чарльз с увлечением начинает поиски окаменелостей и на пустоши в окрестностях Лайма случайно встречает Сару, одинокую и страдающую. В другой раз он застаёт её спящей и любуется ею.
Однажды Сара приводит его в укромный уголок на склоне холма и рассказывает историю своего несчастья, вспоминая, как красив был спасённый лейтенант и как горько обманулась она, когда приехала и отдалась ему в совершенно неприличной гостинице. Исповедь потрясает Чарльза. Девушка признаётся, что уже не надеется на возвращение француза, так как знает о его женитьбе. Спускаясь в лощину, они неожиданно замечают обнимающихся Сэма и Мэри (слуг Чарльза и Эрнестины) и прячутся.
Миссис Поултни, которая не в силах перенести своеволие и дурную репутацию компаньонки, выгоняет Сару из дома. Сара прячется в амбаре, где её снова находит Чарльз. К несчастью, едва они поцеловались, как на пороге возникли Сэм и Мэри. Смитсон берёт с них обещание молчать и, ни в чём не признавшись Эрнестине, спешно едет в Лондон. Сара скрывается в Эксетере. У неё есть пятьдесят фунтов, оставленные на прощание Чарльзом, и это даёт ей немного свободы.
Чарльз, мучимый сомнениями и страстью, всё же едет в Эксетер. Влюблённые больше не в силах противиться нахлынувшим чувствам. Сара оказывается девственницей, чего Чарльз не ожидал. Он упрекает её, но обещает вернуться к ней на следующий день. Расторгнув помолвку с Эрнестиной, он спешит в Эксетер, но Сара исчезает. Чарльз безуспешно ищет её. Наконец, через три года он получает от неё долгожданное известие. Смитсон находит Сару в доме художника Россетти, где она присматривает за детьми, чувствует себя совершенно свободной и самореализуется в качестве художника. Сара просит прощения у Чарльза за все эти годы поисков. Последние кадры демонстрируют нам, как они счастливо плывут по реке на лодке.
Параллельно с этим развивается другая история. Анна и Майк, молодые актёры, играющие Сару и Чарльза, настолько вживаются в свои роли, что у них завязывается роман. Но они, так же как и их персонажи, не свободны.

## В ролях
- Мерил Стрип — Сара Вудраф / Анна
- Джереми Айронс — Чарльз Смитсон / Майк
- Хилтон Макрэй — Сэм
- Эмили Морган — Мэри
- Шарлотта Митчелл — миссис Трэнтер
- Линси Бакстер — Эрнестина Фримен
- Питер Вон — мистер Фримен
- Лео Маккерн — доктор Гроган
- Дэвид Уорнер — Мёрфи
- Пенелопа Уилтон — Соня
- Алан Армстронг — Граймс

## Награды и номинации
- 1982 — 5 номинаций на «Оскар»: лучшая женская роль (Мерил Стрип), адаптированный сценарий (Гарольд Пинтер), монтаж (Джон Блум), работа художника и декоратора (Эсшетон Гортон, Энн Молло), дизайн костюмов (Том Рэнд).
- 1982 — 3 премии BAFTA: премия имени Энтони Эсквита за лучшую музыку (Карл Дэвис), лучшая женская роль (Мерил Стрип), лучший звук (Дон Шарп, Айван Шэррок, Билл Роу). Кроме того, фильм был номинирован ещё в 8 категориях: лучший фильм, режиссура (Карел Рейш), мужская роль (Джереми Айронс), сценарий (Гарольд Пинтер), монтаж (Джон Блум), операторская работа (Фредди Фрэнсис), работа художника и декоратора (Эсшетон Гортон), дизайн костюмов (Том Рэнд).
- 1982 — премия «Золотой глобус» за лучшую женскую роль в драматическом фильме (Мерил Стрип), а также номинации за лучший фильм-драму и за лучший сценарий (Гарольд Пинтер).
- 1982 — премия «Бодил» за лучший европейский фильм (Карел Рейш).
- 1982 — премия «Давид ди Донателло» за лучший зарубежный сценарий (Гарольд Пинтер).
- 1983 — номинация на премию «Сезар» за лучший зарубежный фильм (Карел Рейш).
- 1983 — номинация на премию «Грэмми» за лучший альбом оригинальной музыки для кино или телевидения (Карл Дэвис).

## Фильм и книга

### Финал в тексте и в фильме
Так же, как Сара играет с Чарльзом, испытывая его и подталкивая к осознанию свободы, так автор произведения Дж. Фаулз играет со своими читателями, предлагая им сделать свой выбор. С этой целью он включает в текст романа три варианта финала — «викторианский», «беллетристический» и «экзистенциальный». Он наделяет правом и читателя и героя романа выбрать один из трёх финалов, а значит и сюжетов романа. Первую ловушку Фаулз готовит в XLIV главе. Он предлагает «викторианский» финал романа, согласно которому Чарльз женится на Эрнестине и проживает 114 лет. Через несколько страниц выясняется, что читателя одурачили — автор открыто смеётся над теми, кто не заметил пародийности в этой главе. Сложнее обстоит дело с двумя оставшимися вариантами финала романа. Автор лукавит, пытаясь уверить читателя, будто финалы равноправны и их последовательность в тексте определена жребием. Вторая ловушка находится в LX главе. Это «сентиментальный» финал, по которому Чарльз, словно в сказке, остаётся с любимой женщиной и узнаёт, что у него есть ребёнок. Такая счастливая развязка отдаёт литературной условностью, поэтому не может считаться истинной.
«Если бы роман действительно заканчивался таким образом, — пишет А. Долинин, — то паломничество героя приобрело бы достижимую цель, превратилось бы в поиски некоего священного символа, с обретением которого странник завершает свой путь. Для Фаулза же становление человека не прекращается до смерти, и единственная реальная, не иллюзорная цель жизненного странствования — это сам путь, непрерывное саморазвитие личности, её движение от одного свободного выбора к другому» (Долинин А. Паломничество Чарльза Смитсона // Фаулз. Дж. Подруга французского лейтенанта. — Л.: Художественная литература, 1985. — С. 15.)
В связи с этим единственным «подходящим» вариантом финала становится последняя LXI глава. Это «экзистенциальный» финал романа: вариант, в котором главный герой выбирает свободу, частицу веры в себя, понимает, «жизнь нужно бесконечно претерпевать, и снова выходить — в слепой, солёный, тёмный океан». Можно сказать, что в этом варианте финала автор переворачивает всю ситуацию романа. Он как бы ставит Чарльза в положение Сары. Только оказавшись на её месте, герой начинает понимать эту женщину. Сара обладала тем, чего не могли понять другие — свободой. В таком варианте финала разрушается последняя иллюзия героя — иллюзия спасительной любви. Чарльз теряет Сару, дабы одному продолжить свой трудный путь по враждебному миру, в котором не найдёшь приюта, продолжить путь человека, который лишился всех опор, предоставленных ему «миром других». Взамен на это Чарльз обретает «частицу веры в себя».
Посмотрев под другим углом, выбор Чарльзом одного из альтернативных жизненных путей можно представить и как выбор одной из двух женщин: Сары или Эрнестины, как выбор между долгом и чувством. Самый прозаический и предсказуемый финал — женитьбы Чарльза на Эрнестине. Герой следует данному слову, выбирает долг. Он ведёт серую жизнь ни к чему не приспособленного человека. Чарльз теряет наследство и баронский титул. Финал, в котором герой остаётся с Сарой (беллетристический финал), противоречит взглядам автора, которому важно было донести до читателя, что процесс развития личности не прекращается до смерти, он непрерывен, человек постоянно совершает свободный выбор. Потеряв Сару, согласно экзистенциальному финалу, герой продолжает свой трудный путь.
В экранизации предпринят удачный ход (любовный роман, завязывающийся во время съёмок фильма между актёрами, исполняющими роли Сары и Чарльза), позволяющий представить два времени (современность и викторианскую эпоху) и одну концепцию человеческого существования. «Сентиментальный» финал отдан в фильме викторианцам, а актёры разыгрывают экзистенциальную драму свободы воли. В книге было три финала на выбор читателя — авторы фильма предлагают два: один из жизни Сары и Чарльза, другой — расставание Анны и Майкла. И если романных героев сценарист оставляет вместе: последняя сцена снятого фильма — герои, плывущие вместе в лодке между скал к свету; то последняя сцена из жизни актёров — это попытка Майкла вернуть Анну и его символический крик: «Сара!» В фильме опущена сцена знакомства Чарльза с дочерью Лалаге, о ней даже не упоминается, а всё внимание сконцентрировано на сложности взаимоотношений героев.

### Персонажи
Важным сходством книги и фильма является постмодернистское «видение» персонажей. На протяжении всей книги Фаулз напоминает, что перед читателем не живые люди, а герои вымышленной истории:

«Всё, о чём я здесь рассказываю, — сплошной вымысел. Герои, которых я создаю, никогда не существовали за пределами моего воображения. Если до сих пор я делал вид, будто мне известны их сокровенные мысли и чувства, то лишь потому, что, усвоив в какой-то мере язык и „голос“ эпохи, в которую происходит действие моего повествования, я аналогичным образом придерживаюсь общепринятой тогда условности: романист стоит на втором месте после Господа Бога. Если он и не знает всего, то пытается делать вид, что знает. Но живу я в век Алена Роб-Грийе и Ролана Барта, а потому если это роман, то никак не роман в современном смысле слова» (Гл. 13)
Автор сознательно заостряет внимание читателя на том, что его персонажи действуют «самостоятельно», могут оказаться не теми, кем они кажутся или чьё «амплуа» на себя примеряют (главным образом, это касается главной героини). В этом состоит и полемика с викторианским временем, с полностью нормированными социальными ролями и поведением, и постмодернистская поэтика «смерти автора».
Как такой достаточно сложный приём воплощён на экране?
В фильме нечто подобное достигается за счёт введения двух параллельных сюжетных линий — истории персонажей экранизации и истории актёров, играющих этих персонажей. При всём различии в средствах, цель, поставленная и писателем, и режиссёром одна — герои перестают восприниматься как живые люди, это всего лишь некие роли актёров. Если Фаулз при этом затрагивает проблематику викторианской морали, то создатели фильма обращаются к другой важной проблеме (уже современной): актёр и роль, которую он исполняет — две совершенно разные личности. В фильме мы видим, как чопорные викторианские леди, джентльмены и их слуги на поверку оказываются вполне незакомплексованной группой актёров, где парень, играющий слугу, на самом деле великолепно играет на рояле, а «старая дева» курит и пёстро одевается. Впрочем, и главный герой, и главный актёр всё же совершают одну и ту же ошибку — принимают вымышленный образ за действительность.

### Многоуровневая организация
Одним из постоянных и специфических приёмов Фаулза является обыгрывание модных схем массовой литературы.
Идею свободы воли Фаулз отстаивает во всех своих произведениях, в том числе и в «Женщине французского лейтенанта». Конец этого романа представляет своеобразную игру с читателями.
Фаулз играет в романе со своими читателями, заставляя делать свой выбор. Для этого он включает в текст три варианта финала — «викторианский», «беллетристический» и «экзистенциальный».
Это не единственный приём, использованный Фаулзом в его игре с читательскими ожиданиями. Важной особенностью стиля романа является литературная стилизация.
Стилизация стремится удержать характерные черты объекта, имитирует только его стилистику (а не тематику) и заставляет ощутить сам акт подражания, то есть зазор (маскируемый в «мимотекстах») между стилизующим и стилизуемым планами. Как отмечал М. Бахтин: «Стилизация стилизует чужой стиль в направлении его собственных заданий. Она только делает эти задания условными». Установка на условность как раз и позволяет назвать стилизацию «активным подражанием», хотя эта активность и отличается деликатностью: стилизация любит мягкий нажим, лёгкое заострение, ненавязчивое преувеличение, которые и создают «некоторое отчуждение от собственного стиля автора, в результате чего воспроизводимый стиль сам становится объектом художественного изображения» и предметом эстетической «игры». Стилизация творит «образы» чужих стилей.
В «Женщине французского лейтенанта» использован описанный тип стилизации (общей — под «викторианский роман») с элементами создания «мимотекстов», представляющим образцы подражания манере отдельных авторов и пародийного типов. В романе ведётся постоянная игра с литературными подтекстами, причём основное место среди них занимают произведения английских писателей той эпохи, которой посвящён роман. Фаулз, прекрасно знающий и высоко ценящий реалистические романы прозаиков-викторианцев, сознательно выстраивает «Женщину французского лейтенанта» как своего рода коллаж цитат из текстов Диккенса, Теккерея, Троллопа, Джорджа Элиота, Томаса Гарди и других писателей. У сюжетных ходов, ситуаций и персонажей Фаулза обычно имеется один или несколько хорошо узнаваемых литературных прототипов: так, любовная фабула романа должна вызвать ассоциацию с «Мельницей на Флоссе» Элиот и «Голубыми глазами» Гарди; история с неожиданной женитьбой старого баронета Смитсона, из-за чего герой теряет наследство и титул, восходит к «Пелэму, или Приключениям джентльмена» Бульвера-Литтона; характер Сары напоминает героинь того же Гарди — Тэсс («Тэсс из рода д’Эрбервиллей») и Юстасию Вай («Возвращение на родину»); у Чарльза обнаруживаются общие черты с многочисленными героями Диккенса и Мередита; в Эрнестине обычно видят двойника элиотовской Розамунды («Мидлмарч»), в слуге Чарльза Сэме — явную перекличку с «бессмертным Сэмом Уэллером» из «Записок Пиквикского клуба» и т. п. Литературны у Фаулза даже второстепенные персонажи — дворецкий в поместье Смитсонов носит ту же фамилию Бенсон, что и дворецкий в романе Мередита «Испытание Ричарда Феверела». Есть в романе и цитаты на уровне стиля. Вспоминая о Генри Джеймсе, повествователь тут же начинает строить фразу в его витиеватой манере.
Неискушенный зритель вряд ли обратит внимание и будет вникать в суть интертекстуальных связей в этом романе. В данном случае можно говорить о многоуровневой организации и ряде прочтений. Так же и с фильмом, который можно воспринять как мелодраму, не выискивая потаённые смыслы, а можно обратить внимание на множество тем и лейтмотивов. Так, в произведении затронута тема буржуазной и свободной любви, счастья и жертвенности, проблема свободы и выбора, и феминистский мотив, экзистенция (смысловая соотнесённость) человеческой жизни.